# ألبرت كان
ألبرت كان (بالإنجليزية: Albert Kahn)‏ من أشهر المعماريين من مواليد 21 آذار 1869 في ألمانيا، وتوفي في 8 كانون الأول 1942 في ديترويت عاصمة ولاية ميشيغان - بالولايات المتحدة الأمريكية. يعرف أحيانا بمعماري ميشيغان.

## روابط خارجية
- ألبرت كان على موقع الموسوعة البريطانية (الإنجليزية)
- ألبرت كان على موقع إن إن دي بي (الإنجليزية)
- ألبرت كان على موقع أوليمبيديا (الإنجليزية)